# Zašovice
Zašovice település Csehországban, a Třebíči járásban. Zašovice Kněžice, Číchov, Heraltice, Radonín, Okříšky és Přibyslavice településekkel határos. Lakosainak száma 138 fő (2024. január 1.).

## Népesség
A település lakosságának változását az alábbi diagram mutatja:
| Lakosok száma | 272  | 284  | 266  | 232  | 182  | 127  | 119  | 118  | 123  | 138  |
|               | 1869 | 1890 | 1921 | 1950 | 1980 | 2001 | 2017 | 2019 | 2022 | 2024 |